# Maculinea lunulata
Maculinea lunulata är en fjärilsart som beskrevs av Warnecke 1942. Maculinea lunulata ingår i släktet Maculinea och familjen juvelvingar. Inga underarter finns listade i Catalogue of Life.